# 使徒教父
使徒教父（しときょうふ、ギリシア語: Αποστολικοί Πατέρες, ラテン語: Patres Apostolici, 英語: Apostolic Fathers）は、1世紀末から2世紀前半にかけての、新約聖書に収められた文書以外の、主要な文書を執筆した者達の総称。
そのまま語義をとれば「使徒時代の教父」となるが、実際にはその執筆された文書群は使徒後時代に位置づけられる。「使徒教父」の術語の起源は近世（17世紀後半）にあり、コテリエ（J.B.Cotelier）が1672年に使徒教父の著作集を出版したのが嚆矢となっている。
使徒教父文書として以下が挙げられる。
- ローマのクレメンス
  - クレメンスの第一の手紙（英語版）
  - クレメンスの第二の手紙（英語版）
- アンティオキアのイグナティオスによる七つの手紙
- ポリュカルポスの手紙
- ポリュカルポス殉教記
- ディダケー
- バルナバの手紙
- ヘルマスの牧者（英語版）
- ディオグネトスへの手紙（英語版）（成立時期は3世紀であるとも考えられている）
- ヒエラポリスのパピアス（英語版）
  - パピアス断片

文書群の原文はほとんどがギリシャ語で書かれた。